# Grammaire

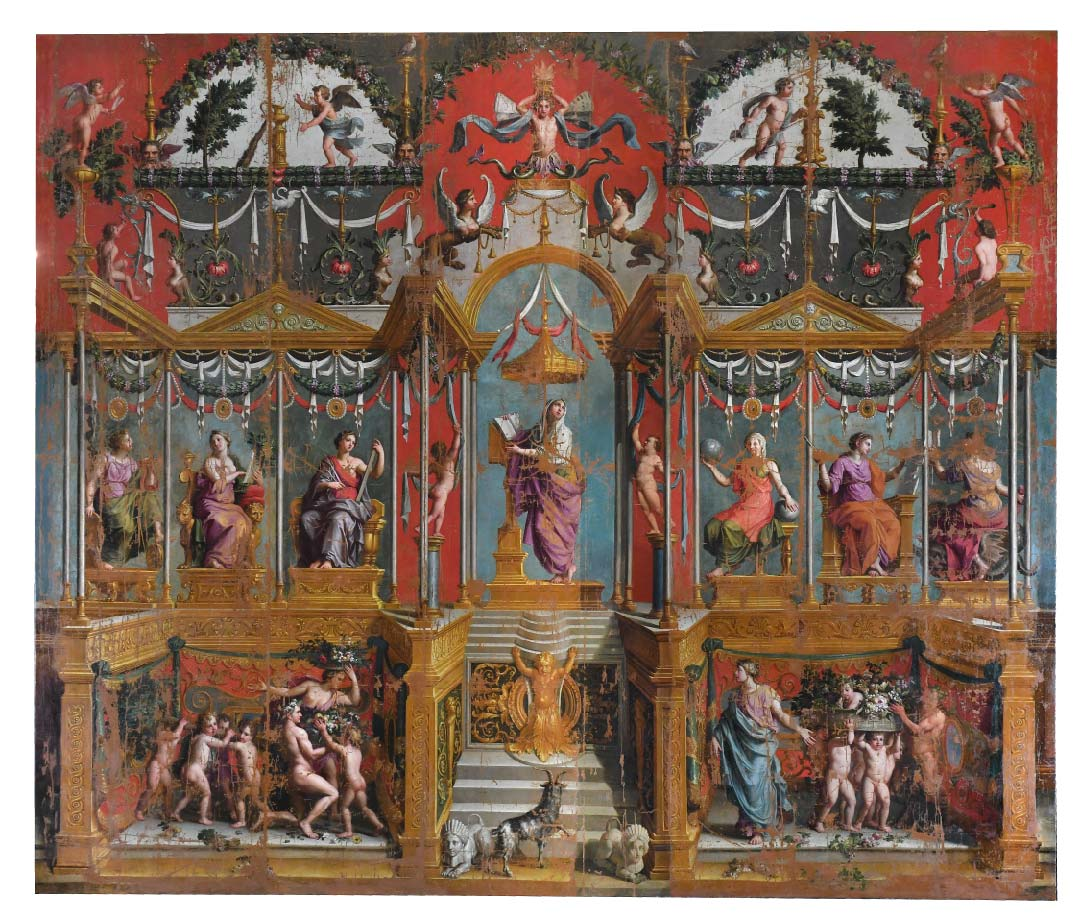
Noël Coypel, La Grammaire parmi les Arts libéraux, dit aussi Le Triomphe de la Philosophie, 1685-1690.

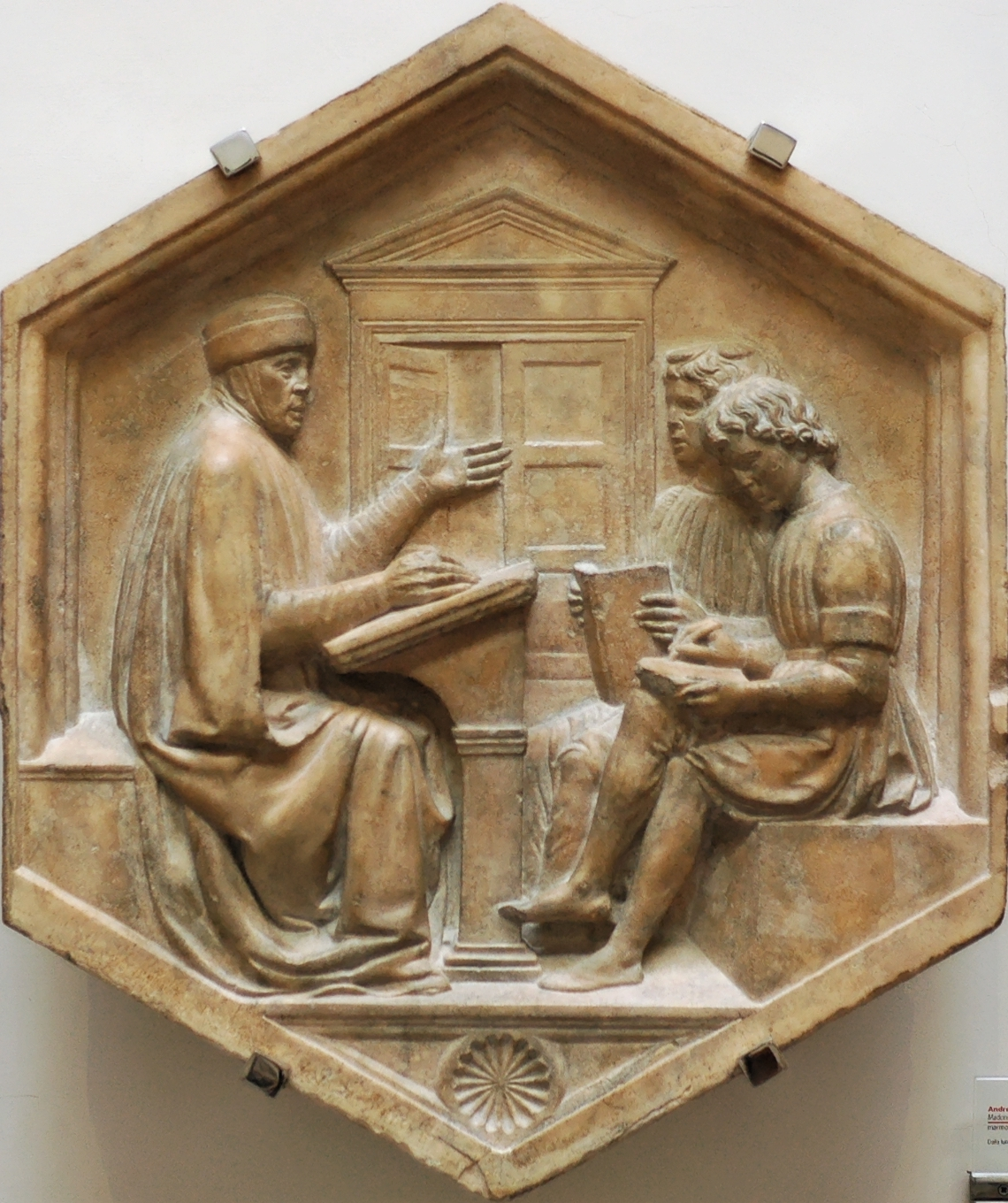
Priscien, ou la Grammaire, panneau du campanile de Florence.

La grammaire est l'étude objective et systématique des éléments (phonème, morphème et mot) et des mécanismes et processus de formation, de construction et d'expression constitutifs d'une langue naturelle, écrite ou parlée, en particulier par l'étude de la morphologie, de la syntaxe et de la phonologie, à l'exclusion de la lexicologie, de la sémantique et de la stylistique.
Par extension, on nomme aussi grammaire un manuel ou un ensemble de documents décrivant des règles grammaticales.

## Grammaire prescriptive et descriptive
La grammaire étudie les règles qui régissent une langue donnée et permettent de construire des énoncés reconnus corrects par les locuteurs natifs de cette langue. La grammaire descriptive décrit la langue telle qu'elle est pratiquée, factuellement. La grammaire prescriptive (ou normative) juge un énoncé comme correct ou incorrect selon un standard.
La grammaire prescriptive est enseignée à l'école primaire et secondaire. Le terme « école de grammaire » se réfère historiquement à une école (attachée à une cathédrale ou un monastère) qui enseigne la grammaire latine aux futurs prêtres et moines. Dans sa forme la plus ancienne, l'« école de grammaire » enseigne aux élèves à lire, compter, interpréter et déclamer des poètes grecs et latins (dont Homère, Virgile, Euripide et d'autres). Elle ne doit pas être confondue avec les écoles britanniques modernes.
Une langue standard est le dialecte qui est promu au-dessus des autres dialectes dans l'écriture, l'enseignement et, d'une manière générale, dans la sphère publique ; elle contraste avec les dialectes vernaculaires, qui peuvent faire l'objet d'études en linguistique descriptive universitaire, mais qui sont rarement enseignés de façon normative. La « première langue » normalisée enseignée dans l'enseignement primaire peut être sujet à controverse politique, car elle peut parfois ne pas coïncider avec la nationalité ou l'origine ethnique.
Depuis les années 2000 et les avancées en linguistique, des efforts ont commencé[Où ?] pour mettre à jour l'enseignement de la grammaire[pas clair] dans le primaire et le secondaire (voir « grammaire rénovée »). L'objectif principal est d'empêcher l'utilisation de règles prescriptives obsolètes en faveur de l'établissement de normes construites sur des recherches descriptives antérieures et de changer les perceptions concernant la « justesse » relative des formes standard prescrites par rapport aux dialectes non standard[pas clair][réf. nécessaire].
Le français parisien a largement dominé dans l'histoire de la littérature française moderne. L'italien standard n'est pas fondé sur le dialecte de la capitale, Rome, mais sur celui de Florence en raison de l'influence florentine sur la première littérature italienne. De même, l'espagnol standard n'est pas fondé sur le dialecte de Madrid, mais sur celui de locuteurs instruits des régions plus septentrionales telles que la Castille et León (voir Gramática de la lengua castellana). En Argentine et en Uruguay, la norme espagnole repose sur les dialectes locaux de Buenos Aires et de Montevideo (Espagnol Rioplatense). Le portugais a, pour l'instant, deux normes officielles, respectivement le portugais brésilien et le portugais européen.

## Disciplines
La grammaire comporte plusieurs disciplines qui étudient :

### Sons et prononciation
Les sons et leur prononciation, la phonétique, la phonologie et l'orthophonie sont des domaines interdépendants.

### Mots
- morphologie,
- orthoépie,
- orthographe[réf. nécessaire] ;

### Phrases etpropositions
- syntaxe.

## Traditions

### Grammaire formelle
La linguistique et l'informatique utilisent la notion de grammaire formelle, qui précise les règles de syntaxe d'un langage.

### Grammaire historique
La grammaire historique décrit et compare les états d'une même langue à des époques différentes. Elle étudie une langue dans son développement, marqué par une suite de changements et transformations linguistiques.

### Grammaire comparée
La grammaire comparée étudie et compare différentes langues dérivées d'une langue originale commune ou étudie et compare deux ou plusieurs langues non nécessairement issues d'une langue commune.
Notons que par exemple, les langues romanes remontent jusqu'au latin, les langues indo-européennes jusqu'au grec et au sanskrit.
Par ailleurs, pendant plusieurs décennies, dans de nombreux pays, l'on enseignait une langue étrangère en la comparant avec la langue maternelle des apprenants. Cette méthode a été remplacée par la méthode communicative jugée plus efficace.

### Grammaire générale
La grammaire générale est le nom ancien de la linguistique générale qui étudie les lois les plus générales du langage, éclairées par les lois de la physique, de la physiologie, de la psychologie, de la sociologie.

## Philologie
L'étude de la philologie intègre les différentes formes de grammaires énumérées ci-dessus, et les dépasse dans l'étude plus large des rapports de la langue à l'intelligence humaine.